# 쿠웨이트 SC
쿠웨이트 SC(아랍어: نادي الكويت, 영어: Kuwait Sporting Club)는 쿠웨이트 쿠웨이트시티를 연고로 하는 축구 클럽이다.
쿠웨이트 SC는 축구 외에도 권투, 농구, 배구, 수구, 수영, 역도, 유도, 육상, 체조, 스쿼시, 핸드볼 팀도 운영하고 있다.

## 성적
- 쿠웨이트 프리미어리그: 우승 19회 (1965, 1968, 1972, 1974, 1977, 1979, 2001, 2006, 2007, 2008, 2013, 2015, 2017, 2018, 2019, 2020, 2022, 2023, 2024)
- 쿠웨이트 아미르컵: 우승 9회 (1976, 1977, 1978, 1980, 1985, 1987, 1988, 2002, 2009)
- 쿠웨이트 크라운 프린스 컵: 우승 5회 (1994, 2003, 2008, 2010, 2011)
- 쿠웨이트 페더레이션컵: 우승 3회 (1992, 2010, 2012)
- 쿠웨이트 슈퍼컵: 우승 1회 (2010)
- 알쿠라피 컵: 우승 1회 (2005)
- AFC컵: 우승 3회 (2009, 2012, 2013)

## 선수 명단

### 현역
참고: FIFA 자격 규정에 따라 소속된 국가대표팀 국기를 표시합니다. 선수는 복수의 FIFA 비회원국 국적을 가지고 있을 수 있습니다.
| 번호 | 포지션 | 국적   | 이름             |
| ---- | ------ | ------ | ---------------- |
| 19   | FW     | 이집트 | 아흐메드 알라    |
| 23   | MF     | 이집트 | 암로 압델파타    |
| 26   | FW     |        | 무함마드 마르훈  |
| 27   | FW     | 튀니지 | 타하 야신 케니시 |

| 번호 | 포지션 | 국적 | 이름            |
| ---- | ------ | ---- | --------------- |
| -    | DF     |      | 세르히오 비토르 |

## 역대 감독
| 감독                  | 임기        |
| --------------------- | ----------- |
| 라이너 본호프         | 2000 ~ 2001 |
| 아르투르 베르나르지스 | 2010        |
| 네보이샤 요보비치     | 2024 ~      |